# Debye
Debye (značka D) je jednotka dipólového momentu, nepatřící do soustavy SI a to ani jako vedlejší jednotka. Přesto je ve fyzikální chemii stále používána, neboť základní jednotka dipólového momentu v soustavě SI je příliš veliká a většina hodnot dipólových momentů molekul a iontů leží v rozpětí od 3×10−30 do 20×10−30 C·m což v jednotkách debye odpovídá přibližně 0,9 až 6,0 D. Jednotka byla pojmenována po nositeli Nobelovy ceny za chemii v roce 1936, nizozemském fyzikálním chemikovi Peteru Debyeovi, který se zabýval polárními molekulami.
Jednotka debye je definována jako 10−18 sC·cm, kde sC je značka statcoulombu. Vztah debye k jednotce SI je
1 D = 3,33564×10−30 C·m.

## Poznámka
Kromě výše uvedené definice jednotky debye existují ještě dvě další, které však nejsou všeobecně přijímány:
1. součin elementárního náboje (náboje elektronu) a poloměru prvního Bohrova orbitalu v atomu lehkého vodíku, 2,54 D;
2. součin elementárního náboje a délky 1 Ångströmu, 4,803 D.